# Tie a Yellow Ribbon Round the Ole Oak Tree
Tie a Yellow Ribbon Round the Ole Oak Tree ist ein Popsong, der 1972 von Irwin Levine und L. Russell Brown geschrieben und von Hank Medress und David Appell produziert wurde. Originalinterpreten waren Dawn featuring Tony Orlando. Auf der B-Seite befand sich I Can’t Believe How Much I Love You.
Der Song erreichte sowohl in den USA als auch in Großbritannien für vier Wochen im April und Mai 1973 den ersten Platz der Charts; in Australien sogar sieben Wochen von Mai bis Juli. Das Stück war 1973 die meistverkaufte Single in den USA und platzierte sich 2008 bei den „Billboard’s Greatest Songs of All Time“ an 37. Stelle.

## Hintergrund
Das Lied schildert, wie ein Strafgefangener, bevor er nach drei Jahren Haft in seine Heimat zurückkehrt, seiner Liebsten schreibt, sie möge ein gelbes Band um die alte Eiche in der Stadt binden, damit er schon vom Bus aus sehen könne, ob sie ihn noch immer wolle, und er andernfalls ohne auszusteigen gleich weiterfahren könne; bei seiner Ankunft sieht er den Baum dann von hundert gelben Schleifen bedeckt. 
Eine solche Anekdote findet sich erstmals gedruckt in dem 1959 erschienenen Buch zur Gefängnisreform Star Wormwood des Richters William Curtis Bok (1897–1962), der als Quelle den Leiter des Gefängnisses in Chino (Kalifornien), Kenyon J. Scudder, nennt. Am 14. Oktober 1971 erschien eine entsprechende Kurzgeschichte von Pete Hamill (New York Post) unter dem Titel Going Home. Reader’s Digest brachte im Januar 1972 eine gekürzte Version. Im Juni 1972 sendete ABC-TV eine dramatisierte Fassung mit James Earl Jones in der Rolle des Haftentlassenen im Rahmen der von Alvin H. Perlmutter produzierten Reihe The Permanent People Puzzle. Noch im selben Jahr meldeten Levine und Brown ihr Copyright für den Song Tie a Yellow Ribbon Round the Ole Oak Tree an. 
Von diesem Song inspiriert wurde die Gelbe Schleife ab 1979 während der Geiselnahme von Teheran als Symbol der Verbundenheit mit den Geiseln und zur Begrüßung bei ihrer Heimkehr verwendet. 
1917 veröffentlichte George A. Norton in den USA das Lied Round Her Neck She Wears a Yeller Ribbon, das von der Liebe zwischen Susie Simpkins und dem Soldaten Silas Hubbard handelt:
Round her neck she wears a yeller ribbon,

She wears it in winter and the summer so they say,

If you ask her "Why the decoration?"

She'll say "It's fur my lover who is fur, fur away."

## Coverversionen
Ebenfalls erfolgreich war die Countryversion des Songs von Johnny Carver. Sein Yellow Ribbon konnte sich im Juni 1973 in den Top 10 der Hot Country Songs platzieren. Weitere Coverversionen stammen beispielsweise von Frank Sinatra, Dean Martin, Dolly Parton, Connie Smith oder Tony Christie.
Der Titel wurde auch in deutschen Versionen unter anderem von Ralf Bendix (100 bunte Bänder), Wolfgang Sauer, Peter Alexander, Martin Mann sowie Dieter Thomas Kuhn (Bind ein blaues Band um unser'n Birkenbaum) veröffentlicht.